# William Melling
William Emanuel Melling (Londen, 30 november 1994) is een Brits acteur. Hij speelt de rol van Nigel Wespurt in de Harry Potter-films, een rol die niet in de boeken voorkomt. Hij heeft ook gespeeld in Vanity Fair als de jonge Rawdey Crawley.

## Filmografie
- Jonge Rawdy Crawley - Vanity Fair (2004)
- Buurjongen- William and Mary (2004)
- Nigel - Harry Potter and the Goblet of Fire (2005)
- Nigel - Harry Potter and the Order of the Phoenix (2007)
- Kleine jongen - An Education (2009)
- Nigel - Harry Potter and the Half-Blood Prince (2009)
- Nigel - Harry Potter and the Deathly Hallows part I (2010)
- Nigel - Harry Potter and the Deathly Hallows part II (2011)

## Carrière
Mellings eerste rol was die van 'Boy Next Door' in William and Mary in 2004, de rol waarmee hij doorbrak. Later in datzelfde jaar speelde hij als 'Young Rawdey Crawley' in Vanity Fair. In 2005 werd hij uitverkozen voor de rol van Nigel in Harry Potter and the Goblet of Fire, een rol die hij vervolgens in zowel de vijfde als zesde film speelde. Melling is ook te zien in de laatste twee Harry Potter-films, maar met een veel kleinere rol. Hij is slechts tien seconden in beeld. Zijn broer Harry Melling heeft een grotere rol in alle Harry Potter-films, namelijk de rol van de neef van Harry Potter, Dirk Duffeling